# Parque nacional Bosque del Sureste
Bosque del Sureste es un parque nacional en Nueva Gales del Sur (Australia), ubicado a 378 km al suroeste de Sídney.

## Datos
- Area: 1151.77 km²
- Coordenadas: 36°59′14″S 149°28′32″E / -36.98722, 149.47556
- Fecha de Creación: 1 de enero de 1997
- Administración: Servicio Para la Vida Salvaje y los Parques Nacionales de Nueva Gales del Sur
- Categoría IUCN: II

Véase también: Zonas protegidas de Nueva Gales del Sur
- Datos: Q1164884
- Multimedia: South East Forests National Park / Q1164884